# ريزيكوني
ريزيكوني (بالإيطالية: Rizziconi)‏ قرية تقع في مقاطعة ريدجو كالابريا في جنوب إيطاليا.

## السكان
في سنة 1861 بلغ عدد السكان 1٬833 نسمة، وتطور العدد ليصل في سنة 2011 لـ 7٬806 نسمة.
يظهر هذا المخطط البياني تطور النمو السكاني لـ ريزيكوني